# Louis Adamic
Louis Adamic —en eslovè Alojz Adamič— (castell Praproči, Blato, prop de Grosuplje, en l'actual Eslovènia, 23 de març del 1899 – Milford, Nova Jersey, 4 de setembre del 1951) va ser un escriptor i traductor eslovè i estatunidenc. Nascut en una família camperola, el 1909 va entrar a l'escola primària a Ljubljana. Poc després va integrar un grup polític clandestí d'estudiants associat al Moviment Nacionalista Iugoslau, el qual acabava de sorgir a les províncies meridionals de l'Imperi austrohongarès. Després d'una sagnant manifestació al novembre de 1913 va ser breument empresonat i expulsat de l'escola; a més se li va prohibir inscriure's en qualsevol institució educativa oficial. Encara que va ser admès en el col·legi jesuïta de Ljubljana, segons ell mateix, llavors ja havia decidit no continuar els seus estudis i emigrar als Estats Units, encara que no sabés com fer-ho.
Així, en 1913 va emigrar a una comunitat pesquera croata a San Pedro (Los Angeles) i, el 1918, va adquirir la nacionalitat nord-americana. Durant la Primera Guerra Mundial va combatre en el Front Occidental i després va treballar com a periodista i escriptor professional.
En 1932 va rebre una beca Guggenheim i dos anys més tard va aconseguir la fama als Estats Units amb el seu llibre, The Native's Return, una severa crítica al govern del rei Alexandre I de Iugoslàvia i una projecció del socialisme a Amèrica del Nord. En 1940 va ser nomenat editor de la revista Common Ground.
Durant la Segona Guerra Mundial donà suport als partisans iugoslaus així com la fundació de la República Federal Socialista de Iugoslàvia. En 1949 va ser triat membre de l'Acadèmia Eslovena de Ciències i Arts.
El 4 de setembre de 1951 va ser trobat mort a la seva casa de Milford, Nova Jersey. Encara que es presumeix que va morir per la seva pròpia mà, també s'ha suggerit la possibilitat que fos estat assassinat per raons polítiques.

## Obres
- Dynamit: Príbeh triednych násilností v Amerike (Dinamita: la història de la violència de classe als Estats Units, 1931).
- Smiech v džungli (Rient a la selva) (1932).
- Rodákov návrat (El retorn del nadiu) (1934).
- Vnuci (Nets) (1935).
- Kolíska života (El bressol de la vida) (1936).
- Mulla Amerika (El meu "Amèrica") (1938).
- Veučera v Bielom domi (Sopar a la Casa Blanca) (1946).
- Orol a korene (L'àguila i l'arrel) (1950).